# Siroe, re di Persia
Siroe, re di Persia (HWV 24) er en opera i tre akter af Georg Friedrich Händel. Den italienske libretto er skrevet af Nicola Francesco Haym efter Metastasios Siroe. Ligesom alle Metastasios andre libretti blev den også komponeret af Händels samtidige som fx Leonardo Vinci, Antonio Vivaldi og Johann Adolph Hasse.
Siroe, re di Persia var Händels 12. opera for Royal Academy of Music. Den var skrevet til sopranerne Francesca Cuzzoni og Faustina Bordoni. Operaen blev opført første gang givet under ledelse af komponisten på King's Theatre i London den 17. februar 1728 og blev også opført i Braunschweig. I moderne tid er den blevet sat op i i Gera i december 1925.

## Roller
| Rolle   | Stemmetype         | Originalbesætning, 17. februar 1728 (Dirigent: Georg Friedrich Händel) |
| ------- | ------------------ | ---------------------------------------------------------------------- |
| Emira   | Sopran             | Faustina Bordoni                                                       |
| Laodice | Sopran             | Francesca Cuzzoni                                                      |
| Siroe   | Kastratsanger      | Senesino                                                               |
| Medarse | Alt, kastratsanger | Antonio Baldi                                                          |
| Cosroe  | Bas                | Giuseppe Maria Boschi                                                  |
| Arasse  | Bas                | Giovanni Battista Palmerini                                            |